# Monomma subopacum
Monomma subopacum es una especie de coleóptero de la familia Monommatidae.

## Distribución geográfica
Habita en Etiopía.